# Arta Dobroshi

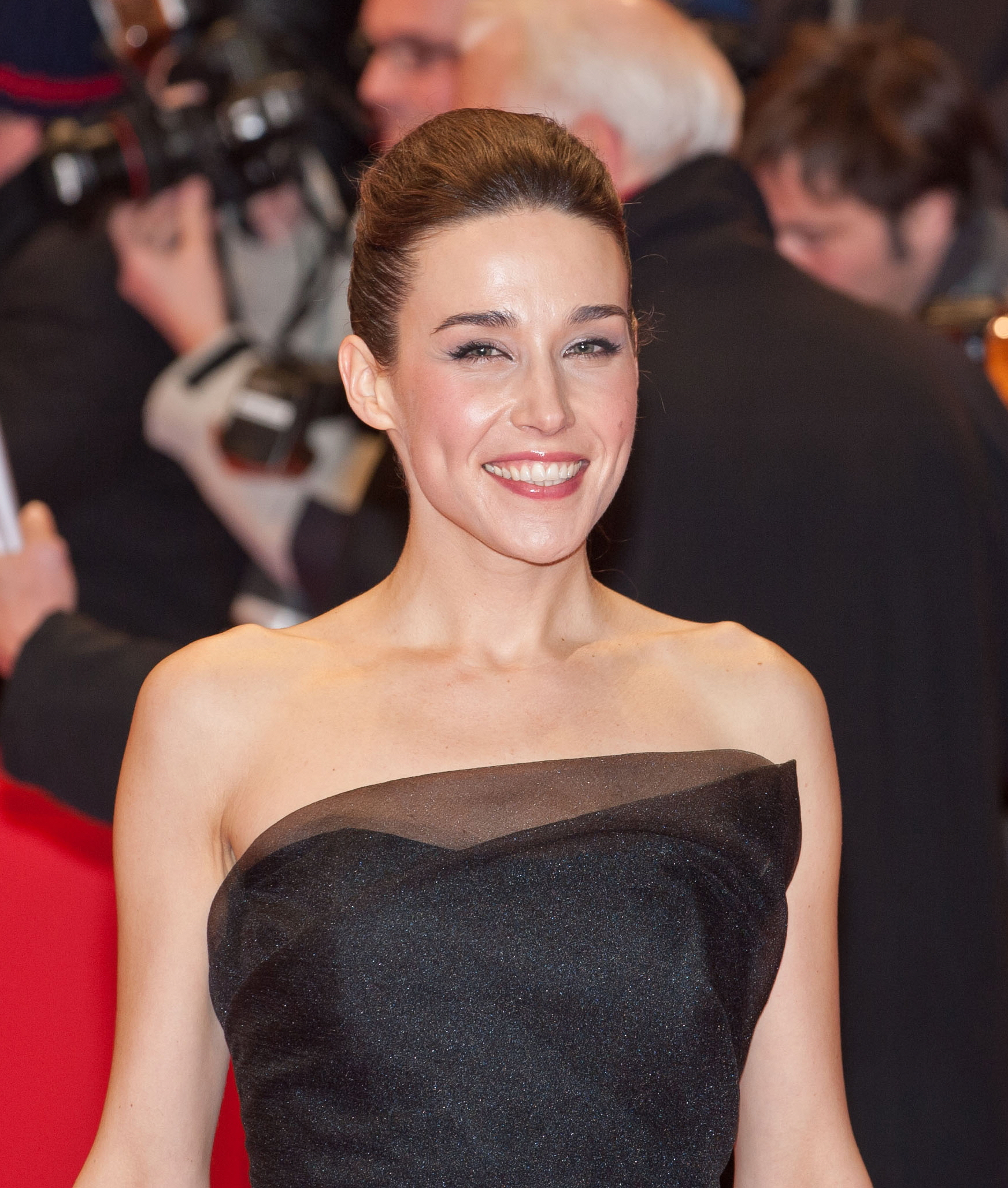
Arta Dobroshi (2013)

Arta Dobroshi (* 2. Oktober 1979 in Pristina, Sozialistische Föderative Republik Jugoslawien) ist eine kosovo-albanische Theater- und Filmschauspielerin sowie Filmemacherin. Einem breiten Publikum wurde sie durch die Titelrolle in dem preisgekrönten Spielfilm Lornas Schweigen (2008) von Jean-Pierre und Luc Dardenne bekannt.

## Leben
Arta Dobroshi, Tochter zweier Intellektueller, wurde 1979 in Pristina geboren, wo sie auch aufwuchs. Als Kind fasziniert von der Malerei und dem Theater wurde sie Zeugin der Balkankriege, ehe sie im Alter von 15 Jahren von ihren Eltern für mehrere Monate ins amerikanische Albany, New York, geschickt wurde. Dort kam sie auch erstmals mit der Schauspielerei in Berührung. Nach der Rückkehr aus den USA lebte Dobroshi für ein Jahr mit ihrer Mutter und dem älteren Bruder, einem Regisseur, in Albanien. Mit 17 Jahren kehrte sie nach Pristina zurück und studierte für vier Jahre Schauspiel an der dortigen Kunstakademie. Als Theaterdarstellerin arbeitete sie in ihrer Heimatstadt und in Sarajevo und erschien sowohl in klassischen Stücken wie William Shakespeares Ein Sommernachtstraum als auch moderneren Werken bekannter Landsleute wie Ekrem Kryeziu, Ismail Kadare (Der Palast der Träume), der Choreograph Gjergi Prevazi (Tranzicioni) und Almir Bukvic (Aristoteles in Bagdad).
Parallel zu ihrer Arbeit am Theater agierte Dobroshi in einer Reihe von Kurzfilmen, während sie 2004 einen Song von Timor Dhomi für einen Dokumentarfilm über die Massaker in ihrer Heimat Kosovo interpretierte. Von den Eltern finanziell unterstützt mied sie das Fernsehen, um im albanischen Film Fuß zu fassen. 2005 erhielt Dobroshi eine tragende Rolle in Kujtim Çashkus Spielfilm Magic Eye. In dem Drama ist sie an der Seite von Bujar Lako als Freundin eines Fernsehjournalisten (gespielt von Alban Ukaj) zu sehen, der die Bilder einer Familientragödie zu seinem eigenen Vorteil nutzt. Für ihre darstellerische Leistung in der preisgekrönten albanisch-deutschen Koproduktion gewann Dobroshi 2007 den Spezialpreis des mazedonischen Cinedays European Film Festival.
Nach dem Mitwirken im Spielfilm The Sadness of Mrs. Snajdrova folgte der internationale Durchbruch mit der Titelrolle in Jean-Pierre und Luc Dardennes Spielfilm Lornas Schweigen (2008). Die bekannten belgischen Filmemacher waren durch Dobroshis vorangegangene Spielfilme und ein Vorsprechen in Sarajewo auf die Actrice aufmerksam geworden. Obwohl sie kein Französisch sprach, vertrauten die Brüder Dardenne ihr die Rolle der Lorna an, die von einer eigenen Snack-Bar in Lüttich träumt. Dafür lässt sie sich über einen kriminellen Mittelsmann auf eine Scheinehe mit dem abgemagerten belgischen Junkie Claudy (gespielt von Jérémie Renier) ein, um Belgierin zu werden. Der neu gewonnene Ehemann soll aber schnell aus dem Weg geschafft werden, damit Lorna einen reichen Russen ehelichen und mit der gewonnenen Staatsbürgerschaft versorgen kann. Für den Film hat Dobroshi zwei Monate lang französischen Sprachunterricht. Lornas Schweigen, feierte seine Premiere auf den 61. Filmfestspielen von Cannes, wo die albanischen Schauspielerin gemeinsam mit der Argentinierin Martina Gusmán (Leonera) als Favoritin auf den Darstellerpreis gehandelt wurde, aber gegenüber der Brasilianerin Sandra Corveloni (Linha de Passe) das Nachsehen hatte.
Von der französischen Tageszeitung Le Monde als „neue Perle der Dardennes“ gepriesen, erfuhr ihre Darstellung auch in Deutschland einhelliges Lob der Kritiker. So sprach die Süddeutsche Zeitung von der noch unbekannten Hauptdarstellerin als wundervolle Entdeckung, während der Tagesspiegel das entschlossene Gesicht Dobroshis heraushob, mit der sie den Film trage. Noch im selben Jahr erhielt sie für ihre Leistung eine Nominierung für den Europäischen Filmpreis 2008 als Beste Darstellerin.
2009 wurde sie neben Lars Henrik Gass und Regisseur Khavn de la Cruz in die Jury der Kurzfilm-Sektion Berlinale Shorts berufen. Dobroshi hatte Rollen in diversen Filmen und war bei mehreren Filmprojekten als Produzentin beteiligt. 2016 hatte sie einen Auftritt im Video zum Song Come Near Me von Massive Attack.
Dobroshi spricht neben Albanisch und Französisch auch Bosnisch und Englisch. Sie lebt abwechselnd in Belgien und in Pristina. Migration, Flucht und Vertreibung sind ihr wichtige Themen, die auch in mehreren Filmen thematisiert wurden:

„I am Arta Dobroshi, my nationality is happy and I live in the city called earth.“

„Ich heiße Arta Dobroshi, meine Nationalität ist Glück und ich lebe in der Stadt namens Erde.“

## Filmografie
- 2005: My Magic (Syri magjik)
- 2008: Trishtimi i zonjës Shnajder (Smutek paní Snajdrové)
- 2008: Lornas Schweigen (Le Silence de Lorna)
- 2010: Baby (Kurzfilm)
- 2011: Late Bloomers
- 2012: Trois mondes
- 2014: Gently, Gently (Kurzfilm)
- 2015: Atis (Kurzfilm)
- 2018: Stray
- 2019: Drita
- 2020: Gangs of London (Serie)
- 2022: You Won’t Be Alone

## Auszeichnungen
- 2008: Nominierung für den Europäischen Filmpreis für Lornas Schweigen (Beste Darstellerin)
- 2009: Nominierung für den Toronto Film Critics Association Award für Lornas Schweigen (Beste Hauptdarstellerin)
- 2011: Darstellerpreis des 24fps International Short Film Festival für Baby
- 2013: Shooting Star (Auszeichnung) bei der Berlinale 2013[16]